# Franz Joseph Seedorf

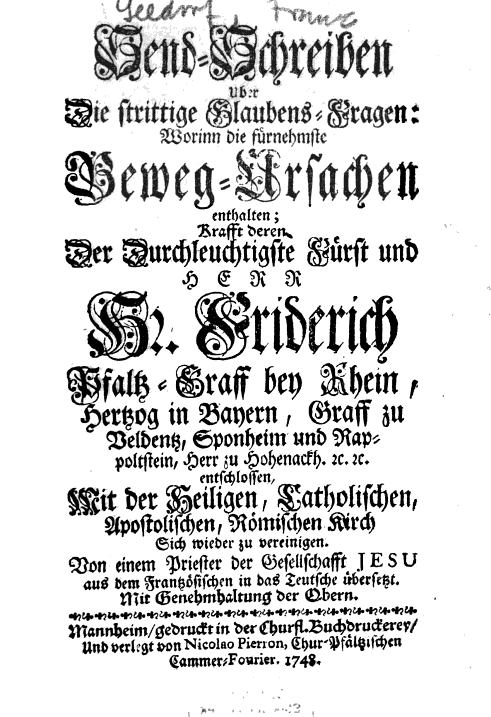
Anonymisiertes Buchtitelblatt von Pater Seedorfs Briefesammlung an Prinz Friedrich Michael von Pfalz-Birkenfeld, 1748

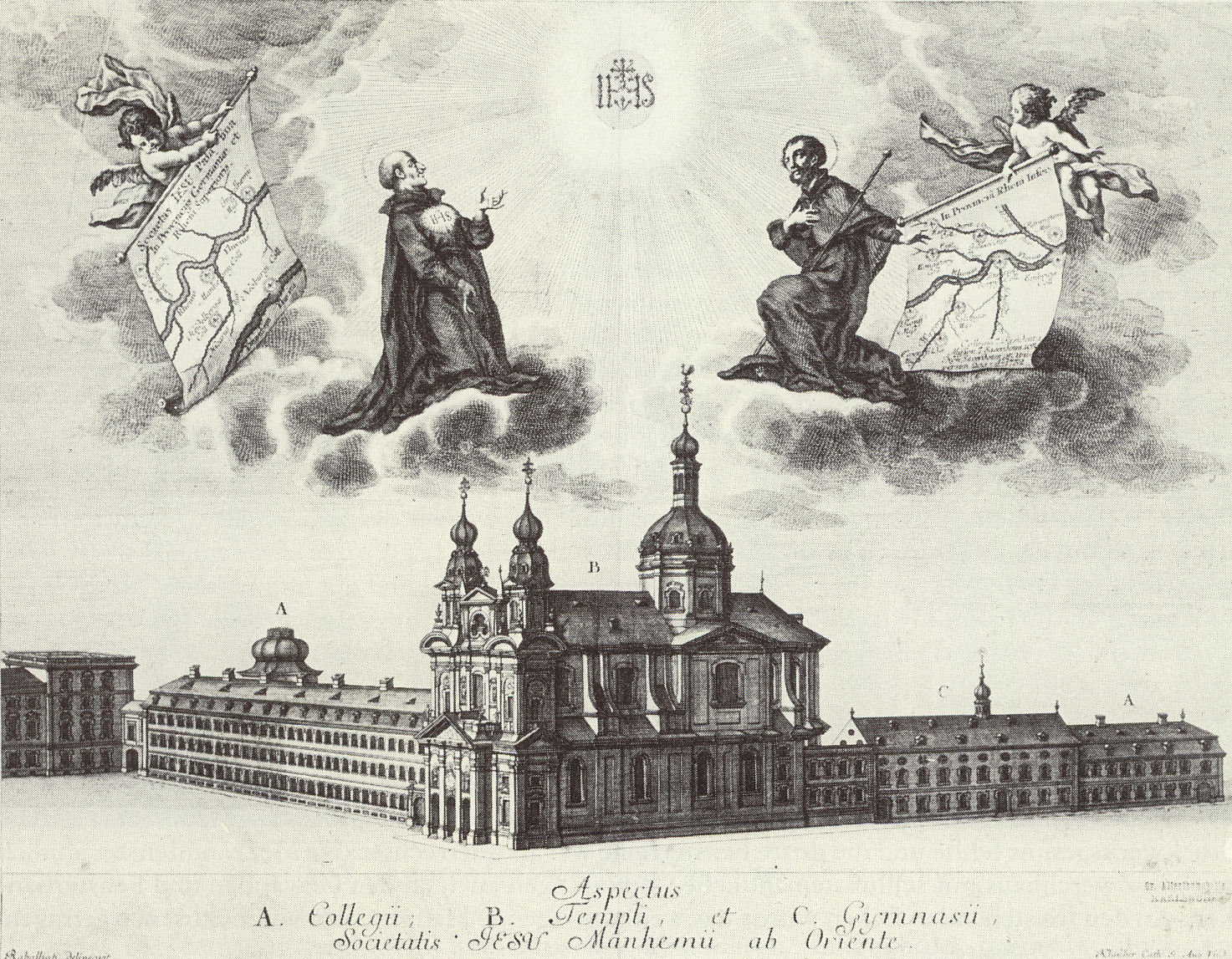
Die Mannheimer Jesuitenkirche, links davon, verbunden mit dem kurfürstlichen Schloß, das nicht mehr existente Jesuitenkolleg (Bezeichnet mit Buchstabe „A“)

Franz Joseph Seedorf, eigentlich Franz Joseph Fegeli (* 31. Dezember 1691 in Freiburg im Üechtland, Schweiz; † 10. Juli 1758 in Schwetzingen) war ein Jesuitenpater, Theologieprofessor und Kontroversschriftsteller. Als Beichtvater und Gewissensrat zweier pfälzischer Kurfürsten hatte er großen Einfluss am Kurpfälzer Hof.

## Leben und Wirken
Pater Seedorf hieß eigentlich Franz Joseph Fegeli und stammte aus dem schweizerischen Freiburg im Üechtland. Nach dem Gutssitz seiner Familie nannte er sich Seedorf. Er trat 1709 zu Landsberg am Lech in das Noviziat der Jesuiten ein und studierte ab 1712 an der Universität Ingolstadt, wo er von 1729 bis 1732 auch als Professor der Philosophie bzw. der Theologie wirkte.
Später gehörte Seedorf zum Jesuitenkolleg in Mannheim und übernahm 1736, beim Tod des Vorgängers Pater Nikolaus Staudacher, das Amt des Beichtvaters von Kurfürst Karl III. Philipp. Nach dem Ableben des Herrschers im Jahr 1742 führte der Pater diese Aufgabe beim Nachfolger Kurfürst Karl Theodor weiter. Mit diesem war er sehr vertraut, da er schon früher als sein Erzieher gewirkt hatte.
Im Vorfeld der Konversion des Prinzen Friedrich Michael von Pfalz-Birkenfeld (1724–1767) richtete Franz Joseph Seedorf mehrere lange, theologische Briefe an ihn, die 1748, kurz nach dem Glaubenswechsel des Wittelsbachers, in Mannheim auch als apologetisches Buch erschienen. Wegen ihrer inhaltlichen Qualität hat Bischof Andreas Räß (1794–1887), 120 Jahre später, in Band X seines Werkes Die Konvertiten seit der Reformation, nochmals mehrere dieser Briefe dokumentiert. Pater Seedorf beruft sich darin zur Widerlegung des Protestantismus nicht nur auf katholische Autoren, sondern zitiert auch orthodoxe bzw. altorientalische Bischöfe und Patriarchen; eine für die damalige Zeit ganz außergewöhnliche und revolutionäre Methode, welche die geistige Aufgeschlossenheit des Verfassers erkennen lässt.
Das erste am heutigen Schlossplatz von Schwetzingen erbaute Haus wurde 1748 im Auftrag des Kurfürsten von Franz Wilhelm Rabaliatti für Seedorf erbaut. Es heißt heute „Palais Hirsch“ und dient für Kunstausstellungen, Gemeinderatsversammlungen sowie andere Veranstaltungen.
Hier in Schwetzingen verstarb Pater Franz Joseph Seedorf 1758.
Gemäß dem Mitteilungsblatt der Freimaurer zu Neuwied von 1787, soll Seedorf Mitglied der Mannheimer Freimaurerloge Zur Einigkeit gewesen sein. Sonstige Belege darüber existieren allerdings nicht. Unabhängig davon war der Jesuit sehr weltoffen und pflegte freundschaftliche Kontakte nach allen Seiten, auch zu vielen Mitgliedern der Loge.

## Varia
In der historischen Erzählung Die Kinder des Kesselflickers – Eine Kriminalgeschichte aus der alten Kurpfalz (Wellhöver-Verlag, Mannheim, 2009, ISBN 978-3-939540-36-6), von Volker Keller, nimmt Pater Franz Joseph Seedorf eine der positiven Hauptrollen ein.

## Werke
- Send-Schreiben über die strittige Glaubens-Fragen: Worinn die fürnehmste Beweg-Ursachen enthalten, Krafft deren der Durchleuchtigste Fürst und Herr Hr. Friderich Pfaltz-Graff bey Rhein, Hertzog in Bayern, Graff zu Veldentz, Sponheim und Rappoltstein, Herr zu Hohenackh etc. etc. entschlossen, mit der Heiligen, Catholischen, Apostolischen, Römischen Kirch Sich wieder zu vereinigen Mannheim, 1748, 711 Seiten (auch in Französisch erschienen);   Komplettscan des Buches